# 謝欽宗
謝欽宗（1952年5月20日—），中華民國（台灣）建築師及政治人物，曾代表中國國民黨在台北市北區當選為第三屆立法委員。1998年底第四屆立法委員選舉時競選連任，但未當選。